# Hans Albert Einstein
Hans Albert Einstein (Berna, 14 maggio 1904 – Woods Hole, 20 luglio 1973) è stato un ingegnere svizzero.

## Biografia
Figlio primogenito del premio Nobel per la fisica Albert Einstein e di Mileva Marić, è stato un importante studioso di ingegneria idraulica: docente della materia al Caltech e all'Università della California - Berkeley, ha dato importanti contributi nel campo del trasporto solido da parte di correnti fluviali, in una duratura collaborazione con il Dipartimento dell'Agricoltura degli Stati Uniti d'America.
Laureatosi in ingegneria civile nel 1926 presso il Politecnico federale di Zurigo, nel 1927 si sposa con Frieda Knecht, da cui avrà tre figli, David (n. 1939), morto a un mese dalla nascita, Klaus, che morirà di difterite a soli 6 anni, e Bernhard Caesar (1930-2008), l'unico a sopravvivere all'infanzia, che diventerà ingegnere. Nel 1938 si trasferisce dalla Svizzera agli Stati Uniti (Carolina del Nord), dove, nel 1942, adotta una bambina, Evelyn (1941–2011), che, negli ultimi anni di vita, asserirà di essere in realtà una figlia illegittima di Albert Einstein e di una ballerina.
Rimasto vedovo nel 1958, si risposa con la neurologa Elizabeth Roboz nel giugno del 1959, con la quale vive i suoi ultimi anni di vita.